# Appareil dentaire
 (mars 2012).
Si vous disposez d'ouvrages ou d'articles de référence ou si vous connaissez des sites web de qualité traitant du thème abordé ici, merci de compléter l'article en donnant les références utiles à sa vérifiabilité et en les liant à la section « Notes et références ».
Un appareil dentaire est un dispositif fixe, semi-amovible ou amovible servant à la correction de la position des dents ou de la mâchoire.

## Fixe
Les appareils fixes servent à la correction des mauvaises positions des mâchoires (orthopédie dento-faciale) et des dents (orthodontie) ou au maintien de la portion des dents (garde-place : quand les dents font leur éruption et contention: une fois le traitement orthodontique fini).
- Broches
  - Métallique
  - Esthétique
  - Auto-ligaturant
    - Auto-ligaturant actif
    - Auto-ligaturant passif

- Brackets linguales
  - Incognito

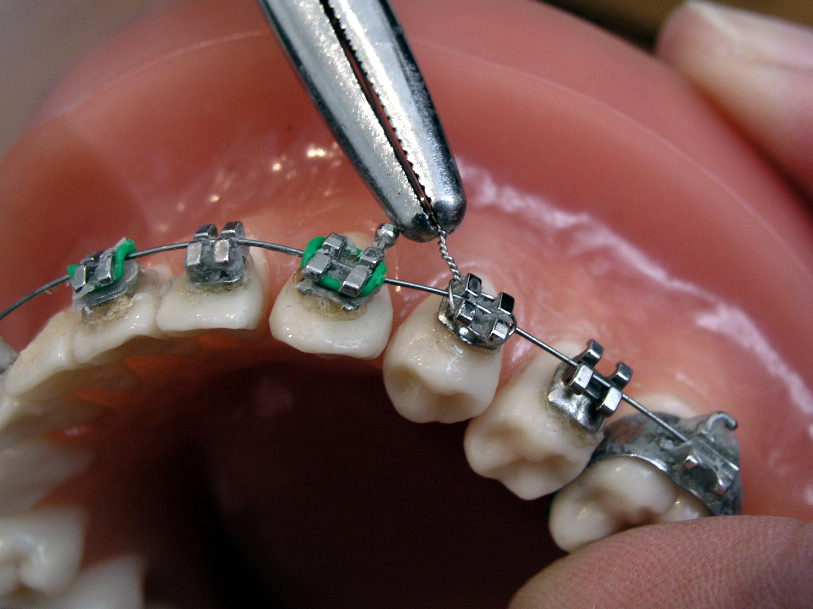
Les broches font partie de l'appareillage fixe.

- Dispositifs associés aux broches pour corriger la position des mâchoires 
  - Élastiques inter-maxillaires
    - Élastiques de Cl I
    - Élastiques de Cl II
    - Élastiques de Cl III

  - Bielles et ressorts
    - Twin Force
    - Forsus
      - Jasper Jumper

## Semi amovible
Les appareils semi-amovibles servent à la correction des mauvaises positions des mâchoires (orthopédie dento-faciale) et des dents (orthodontie).
Les appareils intra-oral :
- Goshgarian ou arc transpalatin
- Quad Hélix
- Arc lingual
- Lip bumper
- Pendulum
- Bouton de Nance

Les appareils avec une composante extra-orale :
- Traction extra-orale
- Traction extra-orale haute
- Traction extra-orale moyenne ou Meryfield
- Traction extra-orale basse
- Fronde mentonnière ou chin cup
- Traction de Delaire

## Amovibles

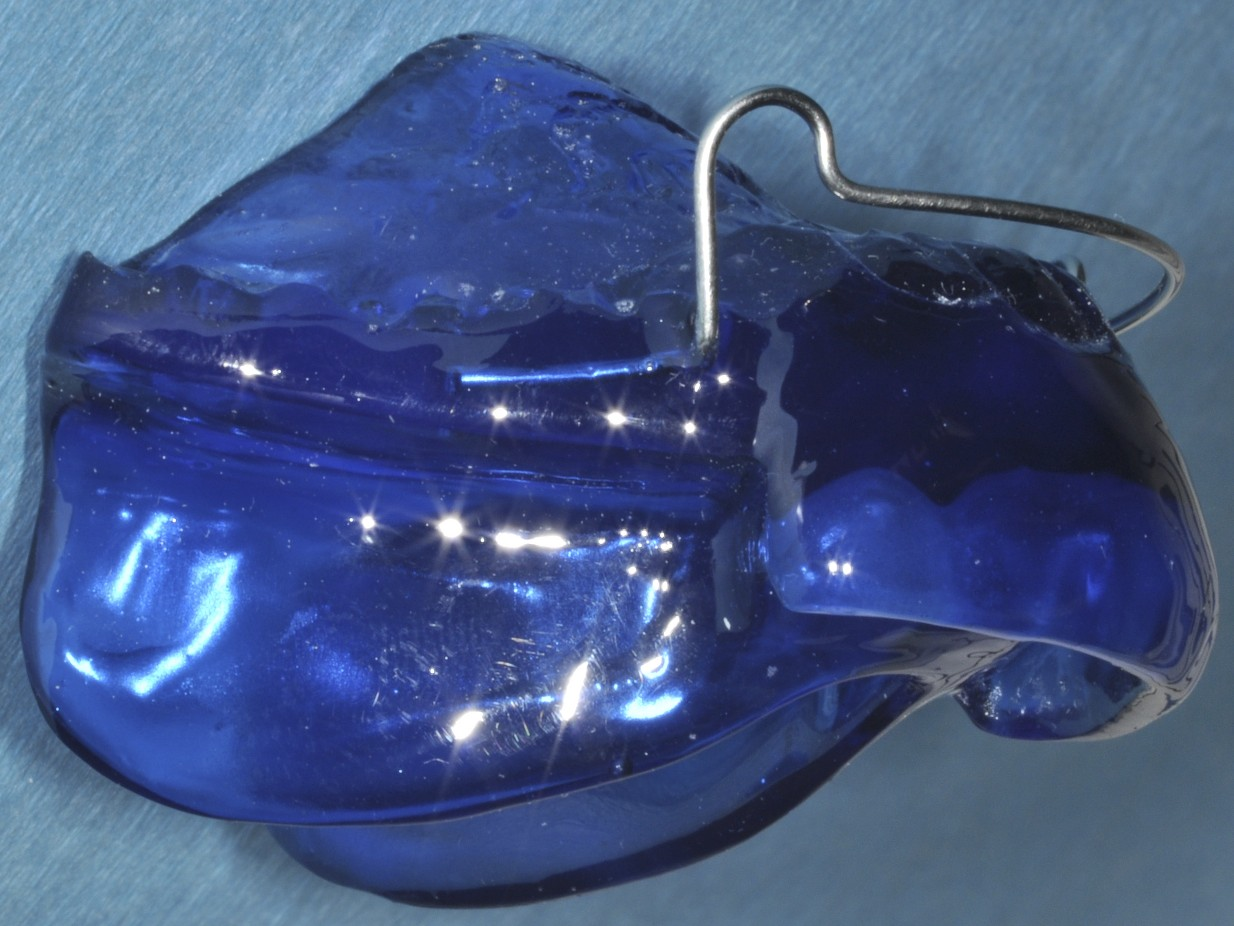
Monobloc vu de côté

Les appareils amovibles servent à la correction des mauvaises positions des mâchoires (orthopédie dento-faciale) ou au maintien de la position des dents (contention) une fois le traitement orthodontique terminé. 
- Orthopédie
  - Monobloc
  - Appareil de Herbst
  - Plaque

- Contention
  - Plaque de contention ou Plaque de Hawley
  - Dohner
  - Positionneur